# Droga wojewódzka 987
Die Droga wojewódzka 987 (DW 987) ist eine 22 Kilometer lange Droga wojewódzka (Woiwodschaftsstraße) in der polnischen Woiwodschaft Karpatenvorland, die Kolbuszowa mit Sędziszów Małopolski verbindet. Die Strecke liegt im Powiat Kolbuszowski und im Powiat Ropczycko-Sędziszowski.

## Streckenverlauf
Woiwodschaft Karpatenvorland, Powiat Kolbuszowski
-  Kolbuszowa (DK 9, DW 875)
- Bukowiec
- Przedbórz

Woiwodschaft Karpatenvorland, Powiat Ropczycko-Sędziszowski
- Czarna Sędziszowska
- Krzywa
- Kawęczyn Sędziszowski
-  Sędziszów Małopolski (DK 94)